# Nati il 22 settembre
| Questa pagina contiene informazioni ricavate automaticamente dalle voci biografiche con l'ausilio del template Bio e di un bot. L'aggiornamento è periodico e automatico e ricostruisce completamente la pagina. Se manca una persona in questa lista, sei pregato di non aggiungerla, ma accertati piuttosto che la sua voce biografica contenga il template Bio e che i dati anagrafici siano correttamente compilati. Se il template Bio manca, inseriscilo tu stesso o, in alternativa, metti l'avviso {{tmp\|Bio}} che ne segnala la mancanza. Se i dati riportati sono sbagliati, correggi direttamente la voce biografica; le modifiche saranno visibili in questa lista entro pochi giorni. Per chiarimenti vedi il progetto biografie. La lista contiene solo le 1.168 persone che sono citate nell'enciclopedia e per le quali è stato implementato correttamente il template Bio. Pagina aggiornata al 13 ago 2025. |

## XI secolo(1)
- 1013 - Richeza di Polonia, regina polacca († 1075)

## XIII secolo(1)
- 1211 - Ibn Khallikan, giurista e letterato iracheno († 1282)

## XVI secolo(6)
- 1523 - Carlo di Borbone-Vendôme, cardinale e arcivescovo cattolico francese († 1590)
- 1547 - Nicodemus Frischlin, umanista, filologo e drammaturgo tedesco († 1590)
- 1552 - Basilio IV di Moscovia, sovrano russo († 1612)
- 1564 - Teofilo Gallaccini, matematico e umanista italiano († 1641)
- 1576 - Filippo Guglielmo di Baviera, cardinale tedesco († 1598)
- 1593 - Matthäus Merian, incisore e disegnatore svizzero († 1650)

## XVII secolo(15)
- 1601 - Anna d'Asburgo, sovrana († 1666)
- 1601 - Justus van Egmont, pittore fiammingo († 1674)
- 1606 - Li Zicheng, imperatore cinese († 1645)
- 1622 - Jacques Savary, mercante, scrittore e funzionario francese († 1690)
- 1634 - Cristiana di Schleswig-Holstein-Sonderburg-Glücksburg, duchessa († 1701)
- 1641 - Titus van Rijn, pittore olandese († 1669)
- 1648 - Gasparo Cavalieri, cardinale e arcivescovo cattolico italiano († 1690)
- 1648 - Giovanni Battista Fassola, scrittore e storico italiano († 1713)
- 1655 - Paolo Pagani, pittore italiano († 1716)
- 1680 - Barthold Heinrich Brockes, poeta tedesco († 1747)
- 1684 - Charles Louis Auguste Fouquet de Belle-Isle, generale e diplomatico francese († 1761)
- 1685 - Giovanni Mercurino Antonio Arborio di Gattinara, vescovo cattolico italiano († 1743)
- 1691 - Louis-Philippe de Rigaud de Vaudreuil, generale francese († 1763)
- 1694 - Philip Stanhope, IV conte di Chesterfield, nobile e politico inglese († 1773)
- 1697 - Giuseppe Antonio Osorio Alarçon, politico e diplomatico italiano († 1763)

## XVIII secolo(42)
- 1701 - Anna Magdalena Bach, musicista tedesca († 1760)
- 1704 - Fatma Sultan, principessa ottomana († 1733)
- 1708 - Leopoldo Ernesto Firmian, cardinale e vescovo cattolico austriaco († 1783)
- 1710 - Georg Matthias Bose, scienziato tedesco († 1761)
- 1711 - Thomas Wright, astronomo, matematico e architetto inglese († 1786)
- 1719 - Carlo Alberto I di Hohenlohe-Waldenburg-Schillingsfürst, principe tedesco († 1793)
- 1720 - Lorenz Spengler, scultore e naturalista danese († 1807)
- 1722 - Francisco Antonio de Lorenzana y Butrón, cardinale e arcivescovo cattolico spagnolo († 1804)
- 1725 - Joseph Duplessis, pittore francese († 1802)
- 1733 - Anton Filtz, compositore tedesco († 1760)
- 1735 - Charles Bingham, I conte di Lucan, politico irlandese († 1799)
- 1735 - Giuseppe Santini, abate e matematico italiano († 1796)
- 1741 - Peter Simon Pallas, biologo, zoologo e botanico tedesco († 1811)
- 1744 - Claude Fauchet, rivoluzionario francese († 1793)
- 1745 - Gaetano de Lucretiis, scienziato italiano († 1817)
- 1749 - Angélique D'Hannetaire, attrice teatrale e soprano francese († 1822)
- 1755 - Christian Kalkbrenner, compositore e musicologo tedesco († 1806)
- 1756 - Charles-Louis-Victor de Broglie, nobile, militare e politico francese († 1794)
- 1757 - Giovan Francesco Compagnoni Marefoschi, arcivescovo cattolico italiano († 1820)
- 1762 - Francesco Rodrigo Moncada Branciforte, nobile e militare italiano († 1816)
- 1764 - Carl Fredrik Fallén, botanico, entomologo e compositore svedese († 1830)
- 1765 - Michele Arcangelo Lupoli, arcivescovo cattolico, teologo e letterato italiano († 1834)
- 1765 - Paolo Ruffini, matematico e medico italiano († 1822)
- 1767 - José Maurício Nunes Garcia, compositore e presbitero brasiliano († 1830)
- 1768 - George Campbell, VI duca di Argyll, politico e nobile scozzese († 1839)
- 1769 - Louis Puissant, matematico e geodeta francese († 1843)
- 1770 - Vincenzo Grazioli, I duca di Santa Croce di Magliano, imprenditore, banchiere e nobile italiano († 1857)
- 1773 - Marc-Étienne de Beauvau-Craon, nobile e politico francese († 1849)
- 1774 - Angelo d'Ambrosio, generale italiano († 1822)
- 1775 - Mariano Bianco, arcivescovo cattolico italiano († 1851)
- 1787 - Friedrich Dehnhardt, architetto del paesaggio e botanico tedesco († 1870)
- 1787 - Tommaso Pasquale Gizzi, cardinale e arcivescovo cattolico italiano († 1849)
- 1787 - Romoaldo Zanatti, pittore italiano († 1818)
- 1788 - Theodore Edward Hook, scrittore inglese († 1841)
- 1789 - Rodolphe de Maistre, generale italiano († 1866)
- 1790 - Augustus Baldwin Longstreet, scrittore, avvocato e predicatore statunitense († 1870)
- 1791 - Michael Faraday, fisico, chimico e divulgatore scientifico britannico († 1867)
- 1794 - Desvergers, drammaturgo francese († 1851)
- 1796 - Luisa Sofia di Danneskiold-Samsøe, nobildonna danese († 1867)
- 1800 - George Bentham, botanico inglese († 1884)
- 1800 - Ivan Ivanovič Gorbačevskij, militare russo († 1869)
- 1800 - Alessandro Spada, politico e nobile italiano († 1876)

## XIX secolo(158)
- 1804 - Maurizio Zumaglini, botanico e politico italiano († 1865)
- 1807 - Ulisse Cambi, scultore italiano († 1895)
- 1810 - Paul Barroilhet, baritono francese († 1871)
- 1810 - Benedetto Orazio Paternò Castello, patriota e politico italiano († 1885)
- 1811 - Michal Miloslav Hodža, linguista, poeta e pastore protestante slovacco († 1870)
- 1813 - Andrew Bloxam, botanico, naturalista e prete britannico († 1878)
- 1813 - Antonio Brilla, scultore e pittore italiano († 1891)
- 1814 - Pierre Pélissier, poeta francese († 1863)
- 1815 - Giuseppe D'Annibale, cardinale italiano († 1892)
- 1816 - Charles Leickert, pittore belga († 1907)
- 1817 - Hermann Edler von Zeissl, dermatologo e medico austriaco († 1884)
- 1819 - Wilhelm Wattenbach, storico e archivista tedesco († 1897)
- 1821 - Viggo Fausböll, orientalista danese († 1908)
- 1822 - Luigi Cartei, scultore italiano († 1891)
- 1822 - Antonio Galli, artigiano e orologiaio italiano († 1893)
- 1823 - Costantino Corti, scultore italiano († 1873)
- 1824 - Gaspard Mermillod, cardinale e vescovo cattolico svizzero († 1892)
- 1825 - Henry Whitehead, prete e epidemiologo inglese († 1896)
- 1829 - William Worth Belknap, generale e politico statunitense († 1890)
- 1829 - Maurice Joly, scrittore, giornalista e avvocato francese († 1878)
- 1829 - Tự Đức, imperatore vietnamita († 1883)
- 1831 - Geremia Bonomelli, vescovo cattolico italiano († 1914)
- 1831 - Theodore Roosevelt, imprenditore e filantropo statunitense († 1878)
- 1832 - Hermann Zabel, botanico tedesco († 1912)
- 1833 - John Quincy Adams II, avvocato e politico statunitense († 1894)
- 1833 - Gheorghe Grigore Cantacuzino, politico rumeno († 1913)
- 1833 - Stephen Lee, generale statunitense († 1908)
- 1834 - William Des Vœux, funzionario britannico († 1909)
- 1834 - Isabel Thorne, attivista e medico britannica († 1910)
- 1835 - Leopoldo di Hohenzollern-Sigmaringen, principe († 1905)
- 1837 - Lady Anne Blunt, nobile e viaggiatrice britannica († 1917)
- 1837 - Raoul Urbain, politico francese († 1902)
- 1841 - Andrejs Pumpurs, scrittore lettone († 1902)
- 1842 - Henri Émile Sauvage, paleontologo e ittiologo francese († 1917)
- 1843 - Pietro Respighi, cardinale e arcivescovo cattolico italiano († 1913)
- 1844 - Pier Desiderio Pasolini, politico, storico e scrittore italiano († 1920)
- 1845 - Hartmann Grisar, religioso e storico tedesco († 1932)
- 1847 - Enrique Almaraz y Santos, cardinale e arcivescovo cattolico spagnolo († 1922)
- 1848 - Jean Revel, scrittore francese († 1925)
- 1849 - Pietro Albertoni, fisiologo e politico italiano († 1933)
- 1849 - Conrad Emmanuel Steinbrecht, architetto tedesco († 1923)
- 1851 - Demetrio Cosola, pittore italiano († 1895)
- 1851 - Antoine Alfred Agénor de Gramont, XI Duca di Gramont, nobile francese († 1925)
- 1852 - Francesco Tozzoli, politico italiano († 1893)
- 1852 - Adolfo Venturi, astronomo e matematico italiano († 1914)
- 1853 - Salvatore Baldassarre, veterinario italiano († 1917)
- 1855 - Giuseppe Mazzatinti, filologo, bibliografo e bibliotecario italiano († 1906)
- 1855 - Alice Zimmern, scrittrice, traduttrice e educatrice britannica († 1939)
- 1857 - Anita Augspurg, attivista tedesca († 1943)
- 1858 - Pietro Mallegori, ingegnere italiano († 1908)
- 1858 - Lorrin Thurston, patriota e politico statunitense († 1931)
- 1859 - Mathilde Brundage, attrice statunitense († 1939)
- 1860 - Giuseppe Nadi, schermidore italiano († 1945)
- 1860 - Enrico Rostagno, filologo classico e latinista italiano († 1942)
- 1863 - Ferenc Herczeg, scrittore ungherese († 1954)
- 1863 - William Küster, chimico tedesco († 1929)
- 1863 - Giuseppe Malladra, militare e politico italiano († 1940)
- 1863 - Alexandre Yersin, medico, batteriologo e naturalista svizzero († 1943)
- 1864 - Joseph Labbé, tiratore a segno e tiratore a volo francese († 1944)
- 1866 - Joseph Collins, neurologo statunitense († 1950)
- 1866 - Angelo Noseda, politico italiano († 1940)
- 1866 - Witmer Stone, naturalista statunitense († 1939)
- 1867 - Antonino Di Giorgio, generale e politico italiano († 1932)
- 1868 - Louise McKinney, politica canadese († 1931)
- 1868 - Eustace Miles, giocatore di pallacorda britannico († 1948)
- 1868 - Arthur Page, tennista britannico († 1958)
- 1869 - Pëtr Nikolaevič Krasnov, generale e scrittore russo († 1947)
- 1869 - Kijirō Nambu, generale giapponese († 1949)
- 1869 - Arthur Pryor, trombonista e compositore statunitense († 1942)
- 1870 - Nikolaj Ivanovič Ašmarin, scrittore, linguista e filologo russo († 1933)
- 1870 - Charlotte Cooper, tennista inglese († 1966)
- 1870 - Doc Powers, giocatore di baseball statunitense († 1909)
- 1871 - Josefina Huguet, soprano spagnola († 1950)
- 1871 - Eugène Sartory, archettaio francese († 1946)
- 1871 - Gaetano Spiller, militare e politico italiano († 1953)
- 1872 - Eleanor Hallowell Abbott, scrittrice statunitense († 1958)
- 1872 - Michael Begley, canottiere statunitense († 1938)
- 1872 - Sergej Buturlin, ornitologo russo († 1938)
- 1873 - Matteo Giulio Bartoli, linguista e glottologo italiano († 1946)
- 1873 - Heinrich von Opel, imprenditore tedesco († 1928)
- 1874 - Siegfried Gumbel, giurista tedesco († 1942)
- 1874 - Şehzade Mehmed Seyfeddin, principe ottomano († 1927)
- 1875 - Ernesto Felli, fantino italiano († 1937)
- 1875 - Ferdinand Périer, arcivescovo cattolico belga († 1968)
- 1875 - Adelaide di Schaumburg-Lippe, principessa tedesca († 1971)
- 1875 - Mikalojus Konstantinas Čiurlionis, compositore e pittore lituano († 1911)
- 1876 - Philip Kassel, ginnasta e multiplista statunitense († 1959)
- 1876 - André Tardieu, politico francese († 1945)
- 1877 - Victor Ernest Shelford, zoologo e ecologo statunitense († 1968)
- 1878 - Miguel di Braganza, nobile portoghese († 1923)
- 1878 - Timoteo di Gerusalemme, arcivescovo ortodosso greco († 1955)
- 1878 - Shigeru Yoshida, politico giapponese († 1967)
- 1879 - Gino Baldesi, politico e sindacalista italiano († 1934)
- 1880 - Bianca Bruno, bibliotecaria e funzionaria italiana († 1948)
- 1880 - Christabel Pankhurst, attivista britannica († 1958)
- 1881 - Ettore Baranzini, arcivescovo cattolico italiano († 1968)
- 1882 - Wilhelm Keitel, generale e criminale di guerra tedesco († 1946)
- 1882 - Tsunehisa Takeda, principe e militare giapponese († 1919)
- 1883 - Erwin Kalser, attore e regista teatrale tedesco († 1958)
- 1883 - Louis Perceau, scrittore, bibliografo e poeta francese († 1942)
- 1883 - Ole Sørensen, velista norvegese († 1958)
- 1884 - Hachirō Arita, politico e diplomatico giapponese († 1965)
- 1884 - Patrick Bowes-Lyon, XV conte di Strathmore e Kinghorne, nobile britannico († 1949)
- 1884 - Devereaux Jennings, direttore della fotografia statunitense († 1952)
- 1884 - József Rády, schermidore ungherese († 1957)
- 1885 - Gunnar Asplund, architetto svedese († 1940)
- 1885 - Ben Chifley, politico australiano († 1951)
- 1885 - Erich von Stroheim, attore, regista e sceneggiatore austriaco († 1957)
- 1886 - Mauritz Andersson, lottatore svedese († 1971)
- 1886 - Roger Bissière, artista francese († 1964)
- 1886 - Hobart Cavanaugh, attore statunitense († 1950)
- 1886 - Angela Cian, modella italiana († 1972)
- 1886 - Giovanni Di Guglielmo, ematologo e patologo italiano († 1961)
- 1886 - Eduard Schnedler-Sørensen, regista, sceneggiatore e produttore cinematografico danese († 1947)
- 1887 - Attilio Chiarella, calciatore italiano
- 1887 - Ugo Veniero D'Annunzio, ingegnere e imprenditore italiano († 1945)
- 1887 - Thoralf Hagen, canottiere norvegese († 1979)
- 1887 - Maurice Prévost, pioniere dell'aviazione e aviatore francese († 1952)
- 1888 - Roberto Matricardi, militare italiano († 1945)
- 1888 - Keller Rockey, generale statunitense († 1970)
- 1890 - Carlo Daviso di Charvensod, aviatore e ammiraglio italiano († 1975)
- 1891 - Hans Albers, attore e cantante tedesco († 1960)
- 1891 - Charlie Buchan, calciatore e saggista inglese († 1960)
- 1892 - Manlio Gabrielli, generale, diplomatico e scrittore italiano († 1967)
- 1892 - Camillo Orlando, politico e armatore italiano († 1975)
- 1892 - Vittorio Ronchi, agronomo italiano († 1987)
- 1892 - Frank Sullivan, scrittore statunitense († 1976)
- 1893 - Dorothy Dalton, attrice statunitense († 1972)
- 1893 - Linus Kather, politico tedesco († 1983)
- 1893 - Walter Kypke, militare e aviatore tedesco († 1924)
- 1893 - Hans Leip, scrittore, poeta e drammaturgo tedesco († 1983)
- 1894 - Hieronim Feicht, musicologo polacco († 1967)
- 1894 - Sven Klang, calciatore svedese († 1958)
- 1894 - Elisabeth Rethberg, soprano tedesco († 1976)
- 1894 - Pelageja Fëdorovna Šajn, astronoma sovietica († 1956)
- 1895 - Elmer Austin Benson, politico statunitense († 1985)
- 1895 - Karl Ludwig Felix Machatschki, mineralogista austriaco († 1970)
- 1895 - Paul Muni, attore statunitense († 1967)
- 1895 - Giuseppe Paris, ginnasta italiano († 1968)
- 1895 - Avni Rustemi, politico, patriota e militare albanese († 1924)
- 1896 - Veno Pilon, pittore e fotografo sloveno († 1970)
- 1896 - Henry Segrave, pilota automobilistico e pilota motonautico britannico († 1930)
- 1896 - Tono, umorista, disegnatore e sceneggiatore spagnolo († 1978)
- 1897 - Mevhibe Inönü, turca († 1992)
- 1897 - Mario Rubinato, calciatore italiano († 1957)
- 1897 - Kalle Westerlund, lottatore finlandese († 1972)
- 1898 - Mario Agnoli, ingegnere e politico italiano († 1983)
- 1898 - Katharine Alexander, attrice statunitense († 1981)
- 1898 - R. Gordon Wasson, statunitense († 1986)
- 1899 - Vincenzo Colli, fondista italiano († 1961)
- 1899 - Veit Harlan, regista cinematografico e attore tedesco († 1964)
- 1899 - Vittorio Malpassuti, scrittore, poeta e giornalista italiano († 1944)
- 1899 - Corrado Tedeschi, editore italiano († 1972)
- 1900 - Michelangelo Abbado, violinista italiano († 1979)
- 1900 - Pierre Collings, sceneggiatore statunitense († 1937)
- 1900 - Paul Hugh Emmett, chimico statunitense († 1985)
- 1900 - Alberto Marchesi, antifascista italiano († 1944)
- 1900 - Fermo Solari, politico, partigiano e imprenditore italiano († 1988)

## XX secolo(925)
- 1901 - Nadežda Sergeevna Allilueva, russa († 1932)
- 1901 - Gentile Bargero, calciatore italiano († 1986)
- 1901 - Charles Brenton Huggins, fisiologo canadese († 1997)
- 1901 - George McKenzie, pugile britannico († 1941)
- 1901 - Luis Mottura, attore e regista italiano († 1972)
- 1902 - John Houseman, attore, produttore cinematografico e sceneggiatore britannico († 1988)
- 1902 - José Humberto Quintero Parra, cardinale e arcivescovo cattolico venezuelano († 1984)
- 1903 - Andrej Andreevič Markov, matematico sovietico († 1979)
- 1903 - Émile Poilvé, lottatore francese († 1962)
- 1904 - Utahna La Reno, attrice statunitense († 1973)
- 1904 - Joe Valachi, mafioso e collaboratore di giustizia statunitense († 1971)
- 1905 - Muriel Box, sceneggiatrice e regista britannica († 1991)
- 1905 - Eugen Sänger, ingegnere aeronautico austriaco († 1964)
- 1905 - Maria Vierdag, nuotatrice olandese († 2005)
- 1905 - Fritz Winter, pittore tedesco († 1976)
- 1906 - Carl Brumbaugh, giocatore di football americano statunitense († 1969)
- 1906 - Antônio Jacobina Filho, pallanuotista brasiliano († 1994)
- 1906 - Ilse Koch, criminale di guerra tedesca († 1967)
- 1906 - Madeleine Mourgues, modella francese († 2000)
- 1906 - Gustav Schäfer, canottiere tedesco († 1991)
- 1906 - Rosa d'Asburgo-Lorena, nobile italiana († 1983)
- 1907 - Maurice Blanchot, scrittore, critico letterario e filosofo francese († 2003)
- 1907 - Dino Canestri, dirigente sportivo, allenatore di calcio e calciatore italiano († 1981)
- 1907 - Carmelo Canzonieri, vescovo cattolico italiano († 1993)
- 1907 - Angelo Fenini, calciatore italiano
- 1907 - Philip Fotheringham-Parker, pilota automobilistico inglese († 1981)
- 1907 - Adriana Guerrini, soprano italiano († 1970)
- 1907 - Shepperd Strudwick, attore statunitense († 1983)
- 1908 - Odette Bancilhon, astronoma francese († 1993)
- 1908 - Itze Gunst, pallanuotista tedesco († 1992)
- 1908 - Edoardo Magri, pallanuotista maltese († 1998)
- 1908 - So Matsuyama, scenografo giapponese († 1977)
- 1908 - Paolo Patrucchi, calciatore italiano
- 1908 - Paolo Ricci, pittore, politico e giornalista italiano († 1986)
- 1909 - Allan Lane, attore statunitense († 1973)
- 1909 - Hellmut Lantschner, sciatore alpino, fondista e combinatista nordico austriaco († 1993)
- 1909 - David Riesman, sociologo statunitense († 2002)
- 1910 - Attilio Bescapè, sollevatore italiano († 1975)
- 1910 - Francesco Dachtera, presbitero polacco († 1944)
- 1910 - Hidekichi Miyazaki, atleta giapponese († 2019)
- 1910 - Eduardo Sastre, schermidore argentino
- 1910 - Walter Vedrini, pittore, scrittore e poeta italiano († 2004)
- 1911 - Louis Ducreux, attore, musicista e regista teatrale francese († 1992)
- 1911 - Mikko Hietanen, maratoneta finlandese († 1999)
- 1911 - Heinrich Krug, pallanuotista tedesco
- 1911 - Arnaldo Pocher, imprenditore italiano († 1989)
- 1911 - Alfredo Scipioni, politico italiano († 1973)
- 1911 - Silvio Sibona, militare italiano († 1943)
- 1912 - Gerrit Faulhaber, calciatore indonesiano († 1951)
- 1912 - Masao Harada, triplista e lunghista giapponese († 2000)
- 1912 - Graham Martin, diplomatico statunitense († 1990)
- 1912 - Éloi Meulenberg, ciclista su strada belga († 1989)
- 1912 - Gustav Schlegel, calciatore svizzero († 1940)
- 1912 - Martha Scott, attrice statunitense († 2003)
- 1912 - Kon Shimizu, fumettista e vignettista giapponese († 1974)
- 1912 - Giorgio Stoppa, politico, medico e partigiano italiano († 1985)
- 1913 - Oszkár Abay-Nemes, nuotatore ungherese († 1959)
- 1913 - Mario Jsmaele Castellano, arcivescovo cattolico italiano († 2007)
- 1913 - Mirko Tarana, pallanuotista jugoslavo († 1945)
- 1913 - Giovanni Valetti, ciclista su strada italiano († 1998)
- 1914 - Frank J. Biondi, ingegnere statunitense († 2003)
- 1914 - Siegfried Lowitz, attore tedesco († 1999)
- 1915 - Carlo Emanuele Buscaglia, aviatore italiano († 1944)
- 1915 - Vincent J. Donehue, regista statunitense († 1966)
- 1915 - Bianca Doria, attrice italiana († 1985)
- 1915 - Ferdinand Jassogne, schermidore belga
- 1915 - Arthur Lowe, attore britannico († 1982)
- 1915 - Serigne Saliou Mbacké, religioso senegalese († 2007)
- 1915 - Sergej Ivanovič Osipov, pittore russo († 1985)
- 1915 - Bernardino Piñera Carvallo, arcivescovo cattolico e medico cileno († 2020)
- 1915 - Antonio Ratti, imprenditore italiano († 2002)
- 1916 - Ugo Conti, calciatore e allenatore di calcio italiano († 1983)
- 1916 - Red Mihalik, cestista e arbitro di pallacanestro statunitense († 1996)
- 1916 - Dilermando Reis, chitarrista, compositore e insegnante brasiliano († 1977)
- 1916 - Kenshichi Yokoyama, cestista giapponese
- 1917 - Edmondo Bonansea, calciatore e allenatore di calcio italiano († 1989)
- 1917 - Anna Campori, attrice italiana († 2018)
- 1917 - Gertrud Seele, infermiera tedesca († 1945)
- 1918 - Adolfo Bellucci, calciatore italiano
- 1918 - Alfred Dambach, calciatore francese († 1960)
- 1918 - Mahmoud Namdjou, sollevatore iraniano († 1989)
- 1918 - Jafar Salmasi, sollevatore iraniano († 2000)
- 1918 - Hans Scholl, antifascista tedesco († 1943)
- 1918 - Henryk Szeryng, violinista polacco († 1988)
- 1919 - Silvio Fanti, psichiatra e psicoanalista svizzero († 1997)
- 1919 - Friedrich Tenbruck, sociologo tedesco († 1994)
- 1919 - Franz Peter Wirth, regista e sceneggiatore tedesco († 1999)
- 1920 - Elio Ballesi, politico italiano († 1971)
- 1920 - Mario Berrino, pittore e imprenditore italiano († 2011)
- 1920 - Marx Emiliani, partigiano italiano († 1943)
- 1920 - Bob Lemon, giocatore di baseball e allenatore di baseball statunitense († 2000)
- 1920 - Aminta Migliari, partigiano italiano († 1991)
- 1920 - Enrico Spadola, politico e avvocato italiano († 1991)
- 1920 - Paolo Todeschini, scultore, allenatore di calcio e calciatore italiano († 1993)
- 1920 - Alfredo Trifogli, politico italiano († 2013)
- 1920 - Nathaniel Fiennes, XXI barone Saye e Sele, nobile e politico inglese († 2024)
- 1921 - Luigi Anderlini, politico italiano († 2001)
- 1921 - Harald Eriksson, fondista svedese († 2015)
- 1921 - Michelangelo Giusta, filologo classico e storico della filosofia italiano († 2005)
- 1921 - Aldo Gorfer, giornalista e scrittore italiano († 1996)
- 1921 - Alfred Haberl, politico austriaco († 2006)
- 1921 - Giovanni Miliani, cestista italiano († 1953)
- 1921 - Gia Nadareishvili, compositore di scacchi sovietico († 1991)
- 1921 - Robert Parr, chimico statunitense († 2017)
- 1921 - Ian Raby, pilota automobilistico britannico († 1967)
- 1921 - Emilio Siena, calciatore italiano
- 1921 - Betty Reid Soskin, statunitense
- 1921 - Ed Souza, calciatore statunitense († 1979)
- 1921 - Ottaviano Toso, calciatore italiano
- 1921 - Carlo Turcato, schermidore italiano († 2017)
- 1922 - John Watson Aldridge, scrittore statunitense († 2007)
- 1922 - László Dániel, militare e aviatore ungherese († 2020)
- 1922 - Fulvio Sbarretti, carabiniere italiano († 1944)
- 1922 - Randhir Singh Gentle, hockeista su prato indiano († 1981)
- 1922 - In Tam, politico cambogiano († 2006)
- 1922 - Milt Ticco, cestista e giocatore di baseball statunitense († 2002)
- 1923 - Dannie Abse, poeta, scrittore e medico britannico († 2014)
- 1923 - Remo Antonetti, fantino italiano († 1999)
- 1923 - Al Brightman, cestista e allenatore di pallacanestro statunitense († 1992)
- 1923 - Reinhart Heinsdorff, scultore, designer e medaglista tedesco († 2002)
- 1923 - Václav Kokštejn, calciatore cecoslovacco († 1996)
- 1923 - Livio Martinelli, calciatore italiano († 2017)
- 1924 - Hilaire Couvreur, ciclista su strada belga († 1998)
- 1924 - Bernard Gauthier, ciclista su strada e dirigente sportivo francese († 2018)
- 1924 - Norvel Lee, pugile statunitense († 1992)
- 1924 - Ragnar Lundberg, astista e ostacolista svedese († 2011)
- 1924 - Douglas McBain, calciatore scozzese († 2008)
- 1924 - John William Middendorf II, politico statunitense
- 1924 - Rosamunde Pilcher, scrittrice britannica († 2019)
- 1924 - Francesco Soliano, politico italiano († 2012)
- 1925 - Rachele Bianchi, scultrice e disegnatrice italiana († 2018)
- 1925 - Virginia Capers, attrice statunitense († 2004)
- 1925 - John Powell, gesuita e scrittore statunitense († 2009)
- 1925 - Mário Fernando Ribeiro Pacheco Nobre, calciatore portoghese († 2018)
- 1926 - Giuseppe Bevilacqua, scrittore e traduttore italiano († 2019)
- 1926 - Leo Castellucci, ciclista su strada italiano († 2017)
- 1926 - Mario Cosmai, giornalista e storico italiano († 2002)
- 1926 - Giovanni Dini, ex calciatore italiano
- 1926 - Max Heral, sollevatore francese († 2003)
- 1926 - Egidio Sterpa, giornalista e politico italiano († 2010)
- 1926 - Max Wozniak, allenatore di calcio e calciatore polacco († 2023)
- 1927 - Gordon Astall, calciatore inglese († 2020)
- 1927 - Anna Maria Chiavacci Leonardi, filologa italiana († 2014)
- 1927 - Tommy Lasorda, giocatore di baseball e allenatore di baseball statunitense († 2021)
- 1927 - Kika de la Garza, politico statunitense († 2017)
- 1928 - Halvar Björk, attore svedese († 2000)
- 1928 - Justin Marie Bomboko, politico della Repubblica Democratica del Congo († 2014)
- 1928 - Eric Broadley, dirigente sportivo, pilota automobilistico e progettista britannico († 2017)
- 1928 - Kenn Duncan, fotografo statunitense († 1986)
- 1928 - Eva Frágnerová, ex cestista cecoslovacca
- 1928 - Danilo Guidetti, pittore italiano († 1990)
- 1928 - Domenico Raffaello Lombardi, avvocato e politico italiano († 2013)
- 1928 - Neri Marraccini, politico italiano († 2011)
- 1928 - Eugene Roche, attore statunitense († 2004)
- 1928 - Johnny Valentine, wrestler statunitense († 2001)
- 1929 - Maria Charles, attrice britannica († 2023)
- 1929 - Gerald Dreyer, pugile sudafricano († 1985)
- 1929 - Carlo Ubbiali, pilota motociclistico italiano († 2020)
- 1930 - Joni James, cantante statunitense († 2022)
- 1930 - Jack Lilja, cestista e allenatore di pallacanestro statunitense († 2016)
- 1930 - Kai Outa, sollevatore finlandese († 2002)
- 1930 - Antonio Saura, pittore e scrittore spagnolo († 1998)
- 1930 - Pietro Torrini, calciatore italiano († 1956)
- 1930 - Giuseppe Viola, magistrato e dirigente sportivo italiano († 2021)
- 1930 - George Young, allenatore di football americano e dirigente sportivo statunitense († 2001)
- 1931 - Evelina Borea, storica dell'arte italiana
- 1931 - Ernst Degner, pilota motociclistico tedesco († 1983)
- 1931 - Colin Graham, direttore artistico e regista teatrale britannico († 2007)
- 1931 - Isidore Mankofsky, direttore della fotografia statunitense († 2021)
- 1931 - Nello Santi, direttore d'orchestra italiano († 2020)
- 1931 - Fay Weldon, scrittrice, drammaturga e saggista britannica († 2023)
- 1931 - George Younger, IV visconte Younger di Leckie, politico e banchiere scozzese († 2003)
- 1932 - Leo Anchóriz, attore, sceneggiatore e direttore artistico spagnolo († 1987)
- 1932 - Algirdas Brazauskas, politico lituano († 2010)
- 1932 - Ingemar Johansson, pugile svedese († 2009)
- 1932 - Iropa Maurice Kouandété, politico beninese († 2003)
- 1933 - Vincenzo Aloi, mafioso statunitense
- 1933 - Luigi Buccico, giornalista e politico italiano († 1979)
- 1933 - Marino Carboni, politico e sindacalista italiano († 1979)
- 1933 - Vitalij Chodosovskij, ex schermidore sovietico
- 1933 - Herbert Lieberman, drammaturgo e scrittore statunitense († 2023)
- 1933 - Dave Smith, allenatore di calcio e calciatore scozzese († 2022)
- 1934 - Ayla Erduran, violinista turca († 2025)
- 1934 - Diether Noll, compositore tedesco
- 1934 - Lute Olson, allenatore di pallacanestro statunitense († 2020)
- 1934 - Ruby Richman, cestista e allenatore di pallacanestro canadese († 2021)
- 1934 - Rosato Rosati, politico italiano († 2008)
- 1934 - Carmelo Simeone, calciatore argentino († 2014)
- 1934 - Ornella Vanoni, cantante e attrice italiana
- 1935 - Harriet King, ex schermitrice statunitense
- 1935 - Hias Leitner, ex sciatore alpino e allenatore di sci alpino austriaco
- 1935 - Eilert Määttä, hockeista su ghiaccio svedese († 2011)
- 1935 - Virgilijus Noreika, tenore lituano († 2018)
- 1935 - Masumi Okada, attore giapponese († 2006)
- 1935 - Luigi Schenoni, traduttore italiano († 2008)
- 1936 - Peter Donnelly, ex calciatore inglese
- 1936 - Maurice Evans, allenatore di calcio e calciatore inglese († 2000)
- 1936 - Mario Forte, politico italiano († 2025)
- 1936 - Roger Fritz, attore, regista e produttore cinematografico tedesco († 2021)
- 1936 - Art Metrano, attore e comico statunitense († 2021)
- 1936 - Marcel Paterni, sollevatore francese († 2019)
- 1936 - Owen Roizman, direttore della fotografia statunitense († 2023)
- 1936 - Cliff Sear, allenatore di calcio e calciatore gallese († 2000)
- 1936 - Bobby Whitehead, ex calciatore inglese
- 1936 - Warren Woodcock, tennista e allenatore di tennis australiano († 2022)
- 1937 - Nedo Barzanti, politico italiano († 2006)
- 1937 - Bjørn Borgen, calciatore norvegese († 2015)
- 1937 - Maurizio Fontanili, politico italiano
- 1937 - Marian Gołębiewski, arcivescovo cattolico polacco († 2024)
- 1937 - Raúl Machado, calciatore portoghese († 2023)
- 1937 - Richard Marquand, regista britannico († 1987)
- 1937 - Pamela Moore, scrittrice statunitense († 1964)
- 1937 - Ray Norton, ex velocista e ex giocatore di football americano statunitense
- 1937 - Franco Petracchi, contrabbassista e compositore italiano
- 1937 - Paolo Petti, scenografo e artista italiano († 2012)
- 1937 - Ennio Sangiusto, cantante italiano († 2017)
- 1938 - Walter E. Boomer, generale e dirigente d'azienda statunitense
- 1938 - Renzo Francescotti, poeta e scrittore italiano († 2025)
- 1938 - Dave Gorsuch, sciatore alpino statunitense († 2021)
- 1938 - Vassili Karis, attore greco
- 1938 - Jacques Logie, politico, magistrato e storico belga († 2007)
- 1938 - Maurizio Majorana, contrabbassista e bassista italiano († 2023)
- 1938 - Dean Reed, attore e cantante statunitense († 1986)
- 1938 - Boris Selickij, ex sollevatore sovietico
- 1938 - Rafael del Pino, aviatore cubano
- 1939 - Hans Feurer, fotografo svizzero († 2024)
- 1939 - Antonio Gallus, aviatore e ufficiale italiano († 1981)
- 1939 - Eduardo Grispo, calciatore argentino († 2016)
- 1939 - Elvio Guagnini, critico letterario e saggista italiano
- 1939 - Marian Kasprzyk, ex pugile polacco
- 1939 - Mike Perry, allenatore di pallacanestro statunitense († 2002)
- 1939 - Mike Sullivan, politico statunitense
- 1939 - Junko Tabei, alpinista giapponese († 2016)
- 1940 - Thomas Harris, scrittore e giornalista statunitense
- 1940 - Uwe Jacobsen, ex nuotatore tedesco
- 1940 - Anna Karina, attrice, sceneggiatrice e regista danese († 2019)
- 1940 - Mike Schuler, allenatore di pallacanestro statunitense († 2022)
- 1940 - Franco Zuccalà, giornalista e scrittore italiano († 2023)
- 1941 - Murray Bail, scrittore australiano
- 1941 - Piero Baroncini, ex calciatore e allenatore di calcio italiano
- 1941 - Maurizio Frusoni, tenore italiano († 2000)
- 1941 - José Luis García Sánchez, regista e sceneggiatore spagnolo
- 1941 - Ernest Green, attivista statunitense
- 1941 - José Carlos da Silva José, calciatore e allenatore di calcio portoghese († 2025)
- 1941 - Lucio Angelo Renna, vescovo cattolico italiano
- 1941 - Cesare Salvadori, schermidore italiano († 2021)
- 1941 - Angelo Sanza, politico italiano
- 1941 - Anna Tomowa-Sintow, soprano bulgaro
- 1942 - Ole Anderson, wrestler statunitense († 2024)
- 1942 - Camilo Fernando Castrellón Pizano, vescovo cattolico colombiano
- 1942 - Vincenzo Divella, imprenditore e politico italiano
- 1942 - Silvio Ferrari, scrittore e traduttore italiano
- 1942 - Michael Haley, attore statunitense
- 1942 - Larry Jones, ex cestista e allenatore di pallacanestro statunitense
- 1942 - Laima Jukelienė, cestista sovietica († 1994)
- 1942 - Friedrich Juricek, allenatore di pattinaggio ceco
- 1942 - Lorenzo Maggi, politico italiano
- 1942 - Bert Murray, ex calciatore inglese
- 1942 - Mario Petrina, giornalista italiano († 2016)
- 1942 - Claudio Pozzoli, scrittore e saggista italiano
- 1942 - Bepi Ros, pugile italiano († 2022)
- 1942 - Rubén Salazar Gómez, cardinale e arcivescovo cattolico colombiano
- 1942 - Marlena Shaw, cantante statunitense († 2024)
- 1942 - David Stern, avvocato e dirigente sportivo statunitense († 2020)
- 1943 - Benedetta Barzini, modella e giornalista italiana
- 1943 - Toni Basil, musicista, attrice e coreografa statunitense
- 1943 - Tommaso Bianco, attore italiano
- 1943 - Maria Duss, ex sciatrice alpina svizzera
- 1943 - Giuseppe Festino, illustratore e disegnatore italiano
- 1943 - Jaak Gabriëls, politico belga († 2024)
- 1943 - Dale Spender, scrittrice e anglista australiana († 2023)
- 1944 - Ana Derșidan-Ene-Pascu, schermitrice rumena († 2022)
- 1944 - Jim Forrest, calciatore scozzese († 2023)
- 1944 - Brian Gibson, regista e sceneggiatore britannico († 2004)
- 1944 - Frazer Hines, attore britannico
- 1944 - Birgit Keil, ex ballerina tedesca
- 1944 - Roger Nichols, produttore discografico statunitense († 2011)
- 1944 - Richard Robarts, pilota di Formula 1 britannico
- 1944 - John S. Tanner, politico statunitense
- 1945 - Ann Christy, cantante belga († 1984)
- 1945 - Gonzaguinha, musicista e cantante brasiliano († 1991)
- 1945 - Daniel Horlaville, calciatore francese († 2019)
- 1945 - Paul Le Mat, attore statunitense
- 1945 - Elio Matassi, filosofo italiano († 2013)
- 1945 - Ilija Petković, allenatore di calcio e calciatore jugoslavo († 2020)
- 1945 - Leobardo Perez Jimenez, artista colombiano
- 1945 - Sammy Todd, ex calciatore nordirlandese
- 1945 - Giancarlo Tomassetti, regista italiano
- 1946 - Giuseppe Armocida, storico e medico italiano
- 1946 - King Sunny Adé, cantante e musicista nigeriano
- 1946 - Dan Lungren, politico statunitense
- 1946 - Carlos Alberto Manaca Dias, allenatore di calcio e ex calciatore mozambicano
- 1946 - Danilo Moretti, politico italiano
- 1946 - John Tomlinson, basso britannico
- 1946 - John Woo, regista e sceneggiatore hongkonghese
- 1947 - Shigeaki Abe, ex cestista giapponese
- 1947 - Paolo Bizzeti, vescovo cattolico italiano
- 1947 - Max Cabanes, fumettista francese
- 1947 - Dino Crescentini, bobbista e pilota automobilistico sammarinese († 2008)
- 1947 - Perry Crosswhite, ex cestista statunitense
- 1947 - Tommy Hutchison, ex calciatore e allenatore di calcio scozzese
- 1947 - Ruth Lea, economista e giornalista britannica
- 1947 - Norma McCorvey, attivista statunitense († 2017)
- 1947 - Armando Pugliese, attore, regista teatrale e direttore artistico italiano († 2024)
- 1947 - Walter Rodi, fisarmonicista e arrangiatore italiano
- 1947 - Mike Sexton, giocatore di poker statunitense († 2020)
- 1947 - Vanusa, cantante brasiliana († 2020)
- 1948 - Lorenzo Alessandri, attore italiano
- 1948 - Jim Byrnes, musicista e attore statunitense
- 1948 - John Caird, regista teatrale britannico
- 1948 - Bill Orton, politico statunitense († 2009)
- 1948 - Mark Phillips, cavaliere e ex atleta britannico
- 1948 - Sergio Reggiani, allenatore di calcio e ex calciatore italiano
- 1948 - Neftalí Rivera, cestista portoricano († 2017)
- 1948 - Tomasz Tybinkowski, cestista polacco († 2007)
- 1949 - Ab'Aigre, fumettista e illustratore svizzero († 2006)
- 1949 - Harold Carmichael, ex giocatore di football americano e dirigente sportivo statunitense
- 1949 - Hamida Djandoubi, criminale tunisino († 1977)
- 1949 - William Enyart, politico e generale statunitense
- 1949 - Ludwig Schick, arcivescovo cattolico tedesco
- 1950 - François Dosse, storico e filosofo francese
- 1950 - Giovanni Farina, criminale, poeta e scrittore italiano
- 1950 - Max Färberböck, regista e sceneggiatore tedesco
- 1950 - Kirka, musicista finlandese († 2007)
- 1950 - Limor Livnat, politica israeliana
- 1950 - Ernesto Sirolli, economista e politologo italiano
- 1950 - Lino Červar, ex pallamanista, allenatore di pallamano e politico croato
- 1951 - Alexandre Zilles, giocatore di calcio a 5 e allenatore di calcio a 5 brasiliano († 1999)
- 1951 - David Coverdale, cantante e produttore discografico britannico
- 1951 - Tamāra Dauniene, ex cestista sovietica
- 1951 - Mike Graham, wrestler statunitense († 2012)
- 1951 - Rainer Matthias Holm-Hadulla, psichiatra, psicoterapeuta e psicoanalista tedesco
- 1951 - Michael Lenihan, arcivescovo cattolico irlandese
- 1951 - Karl-Heinz Mödrath, ex calciatore tedesco
- 1951 - Wolfgang Petry, cantautore tedesco
- 1951 - Patrick Picot, ex schermidore francese
- 1951 - Arthur Ochs Sulzberger Jr., giornalista e dirigente d'azienda statunitense
- 1952 - Larry Anderson, attore statunitense
- 1952 - Robert Blanchaer, allenatore di sci alpino e ex sciatore alpino belga
- 1952 - Marie-Christine Blandin, politica francese
- 1952 - Roberta Breda, politica italiana († 1996)
- 1952 - Salvatore Cascella, ex calciatore italiano
- 1952 - Stefano Cerri, bassista e chitarrista italiano († 2000)
- 1952 - Gian Luigi Gigli, politico e neurologo italiano
- 1952 - Bob Goodlatte, politico statunitense
- 1952 - John L. Hennessy, ingegnere, informatico e dirigente d'azienda statunitense
- 1952 - Guilherme de Oliveira Martins, economista portoghese
- 1952 - Raymond Xuereb, ex calciatore maltese
- 1953 - Renzo Antolini, politico italiano
- 1953 - Vladimir Černov, baritono russo
- 1953 - Richard Fairbrass, cantante, bassista e conduttore televisivo britannico
- 1953 - Donato Piglionica, politico italiano
- 1953 - Farida Rahmeh, ex sciatrice alpina libanese
- 1953 - Ségolène Royal, funzionaria e politica francese
- 1953 - Angelo Vassallo, politico italiano († 2010)
- 1953 - Tomasz Wójtowicz, pallavolista polacco († 2022)
- 1953 - Jean Zin, attivista francese
- 1954 - Rodica Armion, cestista rumena († 2024)
- 1954 - Shari Belafonte, attrice statunitense
- 1954 - Amedeo Benedetti, italianista e biografo italiano († 2017)
- 1954 - Paola Boscaini, politica italiana
- 1954 - Gennaro Ciliberto, medico italiano
- 1954 - Maurizio Codogno, allenatore di calcio e ex calciatore italiano
- 1954 - Anil Joseph Thomas Couto, arcivescovo cattolico indiano
- 1954 - María Esther García, ex schermitrice cubana
- 1954 - Paul Kronk, ex tennista australiano
- 1954 - Federico Leporati, ex mezzofondista italiano
- 1954 - Jeffrey Schnapp, designer, storico e italianista statunitense
- 1954 - Paul Xuereb, ex calciatore maltese
- 1955 - John O. Brennan, agente segreto statunitense
- 1955 - Adrian Germanus, ex schermidore tedesco
- 1955 - Maurizio Gherardini, ex cestista e dirigente sportivo italiano
- 1955 - Leonardo Messina, mafioso e collaboratore di giustizia italiano
- 1955 - Massimo Pompili, politico italiano
- 1955 - Francesco Starace, ingegnere e dirigente d'azienda italiano
- 1956 - Bruno Boissière, politico francese
- 1956 - Debby Boone, cantante e attrice statunitense
- 1956 - Martial Donnet, ex sciatore alpino svizzero
- 1956 - Daniel Ezralow, ballerino, coreografo e attore statunitense
- 1956 - Fritz Fischer, ex biatleta tedesco
- 1956 - Rhett Forrester, cantante statunitense († 1994)
- 1956 - Elie Hobeika, politico libanese († 2002)
- 1956 - Patrizia La Fonte, attrice italiana
- 1956 - Dag Otto Lauritzen, ex ciclista su strada norvegese
- 1956 - Conchi Navío, ex cestista spagnola
- 1956 - Nathan Seiberg, fisico israeliano
- 1956 - Kersti Uibo, regista e sceneggiatrice estone
- 1956 - Doug Wimbish, bassista statunitense
- 1957 - Nick Cave, cantautore, compositore e scrittore australiano
- 1957 - Dean Glenesk, ex pentatleta statunitense
- 1957 - David Grimaldi, entomologo e paleontologo statunitense
- 1957 - Mark Johnson, allenatore di hockey su ghiaccio e ex hockeista su ghiaccio statunitense
- 1957 - Martha Karua, politica keniota
- 1957 - Johnette Napolitano, cantante e bassista statunitense
- 1957 - Giuseppe Saronni, dirigente sportivo, ex ciclista su strada e pistard italiano
- 1958 - Leandro Aragoncillo, ex militare filippino
- 1958 - Andrea Bocelli, cantautore italiano
- 1958 - João Campos, ex maratoneta e mezzofondista portoghese
- 1958 - Amadou Dia Bâ, ex ostacolista senegalese
- 1958 - Franco Forini, pilota automobilistico svizzero
- 1958 - Lynn Herring, attrice statunitense
- 1958 - Terry Hurlock, ex calciatore inglese
- 1958 - Joan Jett, cantante, chitarrista e attrice statunitense
- 1958 - Kim Pyung-seok, allenatore di calcio e ex calciatore sudcoreano
- 1958 - Peter Kuper, fumettista statunitense
- 1958 - Joseph Nguyễn Tấn Tước, vescovo cattolico vietnamita
- 1958 - Eddy Planckaert, ex ciclista su strada belga
- 1958 - René Osvaldo Rebolledo Salinas, arcivescovo cattolico cileno
- 1958 - Debbie Steele, ex cestista canadese
- 1958 - Steen Thychosen, ex calciatore danese
- 1958 - Max Venegoni, disc jockey e conduttore radiofonico italiano
- 1959 - Tai Babilonia, ex pattinatrice artistica su ghiaccio statunitense
- 1959 - Bob Crable, ex giocatore di football americano statunitense
- 1959 - Giovanni Dima, politico italiano
- 1959 - Mohammed Dionne, politico senegalese († 2024)
- 1959 - James Gabarra, allenatore di calcio, ex calciatore e ex giocatore di calcio a 5 statunitense
- 1959 - Luca Mazzieri, regista e sceneggiatore italiano
- 1959 - Mark Patton, attore statunitense
- 1959 - Saul Perlmutter, fisico statunitense
- 1959 - Douglas Pierrotti, allenatore di calcio a 5 e ex giocatore di calcio a 5 brasiliano
- 1959 - Andrija Popović, ex pallanuotista e politico montenegrino
- 1959 - Johan Renvall, ballerino e coreografo svedese († 2015)
- 1959 - Andreas Schmidt, ex nuotatore tedesco
- 1959 - Rodolfo Giuliano Viola, politico italiano
- 1960 - Scott Baio, attore e personaggio televisivo statunitense
- 1960 - Luca Canonici, tenore italiano
- 1960 - Giacomo Cao, ingegnere italiano
- 1960 - Maurizio Cocciolone, ufficiale italiano
- 1960 - Isaac Herzog, avvocato, politico e ex militare israeliano
- 1960 - Feliciana Iaccio, conduttrice televisiva italiana
- 1960 - Gaëlle Josse, scrittrice e poetessa francese
- 1960 - Davor Jozić, allenatore di calcio e ex calciatore jugoslavo
- 1960 - Giorgio Lunerti, ex calciatore italiano
- 1960 - Pace Mannion, ex cestista statunitense
- 1960 - Felicitè Mbezelè, attrice camerunese
- 1960 - Ted Rooney, attore statunitense
- 1960 - Russell Russell, ballerino, cantante e coreografo statunitense
- 1961 - Jack Buckner, ex mezzofondista britannico
- 1961 - Barbara Contini, politica e funzionaria italiana
- 1961 - Bonnie Hunt, attrice, produttrice televisiva e regista statunitense
- 1961 - Santiago Lange, velista argentino
- 1961 - Halim Mersini, ex calciatore albanese
- 1961 - Ágnes Németh, ex cestista ungherese
- 1961 - Catherine Oxenberg, attrice statunitense
- 1961 - Marq Torien, cantante e chitarrista statunitense
- 1961 - Michael Torke, compositore statunitense
- 1962 - Michael Gilden, attore statunitense († 2006)
- 1962 - Andries Jonker, allenatore di calcio olandese
- 1962 - Paolo Stringara, allenatore di calcio e ex calciatore italiano
- 1963 - Alain Côté, ex schermidore canadese
- 1963 - William Forsche, effettista statunitense
- 1963 - Giulia Fossà, attrice, scrittrice e giornalista italiana
- 1963 - Li Huayun, ex calciatore cinese
- 1963 - Gea Schirò, politica italiana
- 1963 - Donald Stevens, ex sciatore alpino canadese
- 1963 - Angelo Terracenere, allenatore di calcio e ex calciatore italiano
- 1963 - Stephen Trevor, ex schermidore statunitense
- 1964 - Santo Bellina, attore italiano († 2023)
- 1964 - Tibor Gécsek, ex martellista ungherese
- 1964 - Ian Ormondroyd, ex calciatore inglese
- 1964 - Brad Oscar, attore statunitense
- 1964 - Benoît Poelvoorde, attore belga
- 1964 - Erik Rémès, giornalista e scrittore francese
- 1964 - Pál Szekeres, ex schermidore ungherese
- 1964 - Ken Vandermark, sassofonista, clarinettista e compositore statunitense
- 1964 - Vladimír Weiss, allenatore di calcio e ex calciatore slovacco
- 1964 - Wayne Yearwood, ex cestista e allenatore di pallacanestro canadese
- 1964 - Branko Zupan, ex calciatore sloveno
- 1965 - Ernesto Bertarelli, imprenditore italiano
- 1965 - Manfred Binz, allenatore di calcio e ex calciatore tedesco
- 1965 - Dan Bucatinsky, attore, sceneggiatore e produttore televisivo statunitense
- 1965 - Ramón Campayo, scrittore spagnolo
- 1965 - Tony Drago, giocatore di snooker maltese
- 1965 - Mark Guthrie, ex giocatore di baseball statunitense
- 1965 - Shinji Higuchi, regista e sceneggiatore giapponese
- 1965 - Søren Lilholt, ex ciclista su strada e dirigente sportivo danese
- 1965 - Robert Satcher, ex astronauta e medico statunitense
- 1965 - Jörg Sievers, allenatore di calcio e ex calciatore tedesco
- 1965 - Renate Sluijs, ex cestista olandese
- 1966 - David Adjaye, architetto ghanese
- 1966 - Erdoğan Atalay, attore tedesco
- 1966 - Federico Casarin, ex cestista e dirigente sportivo italiano
- 1966 - Gianpiero D'Alia, politico italiano
- 1966 - Paolo Gandolfi, politico italiano
- 1966 - Oleg Garin, allenatore di calcio e ex calciatore russo
- 1966 - James Robert Golka, vescovo cattolico statunitense
- 1966 - Marc Kudisch, attore statunitense
- 1966 - Marco Minetti, attore e doppiatore italiano
- 1966 - Carlo Pascucci, allenatore di calcio e ex calciatore italiano
- 1966 - Axel Braun, regista, sceneggiatore e montatore italiano
- 1966 - Stefan Rehn, allenatore di calcio e ex calciatore svedese
- 1966 - Mike Richter, ex hockeista su ghiaccio statunitense
- 1966 - Nelson Tapia, ex calciatore cileno
- 1967 - Parry Gripp, cantante e musicista statunitense
- 1967 - Peter Jurko, ex sciatore alpino slovacco
- 1967 - Oscar Magoni, dirigente sportivo, allenatore di calcio e ex calciatore italiano
- 1967 - Naoto Ogata, attore giapponese
- 1967 - Max Parodi, attore italiano
- 1967 - Andrea Santonastaso, attore, comico e conduttore radiofonico italiano
- 1967 - Félix Savón, ex pugile cubano
- 1967 - Claudio Tapia, dirigente sportivo argentino
- 1968 - David Bisconti, ex calciatore argentino
- 1968 - Robert Buckland, politico e avvocato britannico
- 1968 - Catherine Fonck, politica belga
- 1968 - Ronnie Jowa, ex calciatore e ex giocatore di calcio a 5 zimbabwese
- 1968 - Inga Kesper, ex biatleta tedesca
- 1968 - Elena Šalina, ex fondista russa
- 1968 - Mihai Răzvan Ungureanu, politico, storico e diplomatico rumeno
- 1968 - Wagner Fernando Velloso, allenatore di calcio e ex calciatore brasiliano
- 1969 - Temur Alekberov, allenatore di calcio a 5, ex giocatore di calcio a 5 e ex calciatore russo
- 1969 - Junko Asari, ex maratoneta giapponese
- 1969 - Nicole Bradtke, ex tennista australiana
- 1969 - Mark Brisker, ex cestista statunitense
- 1969 - Dario Di Giannatale, allenatore di calcio e ex calciatore italiano
- 1969 - Cyrus Frisch, regista olandese
- 1969 - Pavel Kolobkov, politico e ex schermidore russo
- 1969 - Mystikal, rapper statunitense
- 1969 - Sue Perkins, conduttrice televisiva, conduttrice radiofonica e scrittrice britannica
- 1969 - Pietro Senaldi, giornalista e opinionista italiano
- 1969 - Matt Sharp, bassista statunitense
- 1969 - Salvatore Zaffiro, allenatore di calcio a 5 e ex giocatore di calcio a 5 italiano
- 1970 - Krzysztof Bukalski, ex calciatore polacco
- 1970 - Marc-Kevin Goellner, ex tennista tedesco
- 1970 - Bruno Hamm, ex cestista francese
- 1970 - Toni Lima, ex calciatore andorrano
- 1970 - Rupert Penry-Jones, attore britannico
- 1970 - Emmanuel Petit, ex calciatore francese
- 1970 - Chris Tallman, attore e comico statunitense
- 1970 - Paul Yeboah, attivista ghanese († 2021)
- 1971 - Christian Fauria, ex giocatore di football americano statunitense
- 1971 - Lawrence Gilliard Jr., attore statunitense
- 1971 - Marisa Gorno, ex calciatrice italiana
- 1971 - Konstantīns Igošins, ex calciatore lettone
- 1971 - Toomas Krõm, ex calciatore estone
- 1971 - Ted Leonard, cantante e chitarrista statunitense
- 1971 - Marta Luisa di Norvegia, principessa norvegese
- 1971 - Eva Poles, cantante e disc jockey italiana
- 1971 - Roy Präger, ex calciatore tedesco
- 1971 - Luther Reigns, ex wrestler statunitense
- 1971 - Lorenzo Scattorin, doppiatore e direttore del doppiaggio italiano
- 1971 - Paul Sixsmith, ex calciatore maltese
- 1971 - Liz Weekes, pallanuotista australiana
- 1971 - Luther Wright, ex cestista statunitense
- 1972 - Dennis Allen, ex giocatore di football americano e allenatore di football americano statunitense
- 1972 - Matt Busch, artista e illustratore statunitense
- 1972 - Manuel Cardoni, allenatore di calcio e ex calciatore lussemburghese
- 1972 - Antonio Casanova, illusionista e personaggio televisivo italiano
- 1972 - Tony Diprose, ex rugbista a 15 e allenatore di rugby a 15 britannico
- 1972 - Eric Freire Gomes, ex calciatore brasiliano
- 1972 - Alessandro Frosini, ex cestista e dirigente sportivo italiano
- 1972 - Paris Inostroza, schermidore cileno
- 1972 - Lucio Pedercini, dirigente sportivo e ex pilota motociclistico italiano
- 1972 - Casey Puckett, allenatore di sci alpino, ex sciatore alpino e ex sciatore freestyle statunitense
- 1972 - Alexandre Rey, ex calciatore svizzero
- 1972 - Dana Vespoli, attrice pornografica e regista statunitense
- 1973 - Paulo Costinha, ex calciatore portoghese
- 1973 - Cosimo Damiano Damato, regista e sceneggiatore italiano
- 1973 - Francesco Di Jorio, ex calciatore svizzero
- 1973 - François-Xavier Demaison, attore e comico francese
- 1973 - Ho-Cheung Pang, regista, sceneggiatore e produttore cinematografico hongkonghese
- 1973 - Boštjan Mervar, dirigente sportivo e ex ciclista su strada sloveno
- 1973 - Matthew Rush, attore pornografico statunitense
- 1973 - Bob Sapp, kickboxer, artista marziale misto e wrestler statunitense
- 1973 - Zhao Hongbo, ex pattinatore artistico su ghiaccio cinese
- 1973 - Adrien de Van, attore e regista teatrale francese
- 1974 - Benoni Ambăruş, arcivescovo cattolico rumeno
- 1974 - Daniel Atienza, ex ciclista su strada spagnolo
- 1974 - Belarmino Chipongue, ex cestista angolano
- 1974 - Keri Claussen, supermodella statunitense
- 1974 - Jenn Colella, attrice e cantante statunitense
- 1974 - Francesco Di Roberto, personaggio televisivo e musicista italiano
- 1974 - Irina Covaliu, ex schermitrice rumena
- 1974 - Sergi Escobar, ex pistard spagnolo
- 1974 - Bobby Ford, ex calciatore inglese
- 1974 - Ivan Grgat, ex cestista croato
- 1974 - Thomas Hengen, dirigente sportivo, allenatore di calcio e ex calciatore tedesco
- 1974 - Kōstas Kaïafas, allenatore di calcio e ex calciatore cipriota
- 1974 - Mika Kottila, ex calciatore finlandese
- 1974 - Barnaby Metschurat, attore tedesco
- 1974 - Juan Martín Parodi, ex calciatore uruguaiano
- 1974 - Fabrizio Paterna, kickboxer italiano
- 1974 - Emiliano Rubbi, produttore discografico, compositore e sceneggiatore italiano
- 1974 - Gary Trent, ex cestista statunitense
- 1974 - Aliecer Urrutia, ex triplista cubano
- 1974 - Miguel Ángel Vivas, regista e sceneggiatore spagnolo
- 1975 - Anja Dittmer, triatleta tedesca
- 1975 - Mireille Enos, attrice statunitense
- 1975 - Freddy Grisales, ex calciatore colombiano
- 1975 - Jonny Harris, attore canadese
- 1975 - Pompeo Iaquone, tecnico del suono italiano
- 1975 - Kim Dong-moon, ex giocatore di badminton sudcoreano
- 1975 - Javier López Vallejo, ex calciatore spagnolo
- 1975 - Carolina Márquez, cantante e disc jockey colombiana
- 1975 - Stefano Massini, scrittore, drammaturgo e personaggio televisivo italiano
- 1975 - Alessandra Merlin, ex sciatrice alpina italiana
- 1975 - Claudio Nolano, ex taekwondoka italiano
- 1975 - Recep Uçar, allenatore di calcio e ex calciatore turco
- 1976 - Sala Baker, attore e stuntman neozelandese
- 1976 - Anabela, cantante e attrice teatrale portoghese
- 1976 - Lorenzo Carboncini, canottiere italiano
- 1976 - Mo Collins, giocatore di football americano statunitense († 2014)
- 1976 - Pavel Drsek, ex calciatore e allenatore di calcio ceco
- 1976 - Mohammad Ghouchani, giornalista iraniano
- 1976 - Ágúst Ævar Gunnarsson, batterista islandese
- 1976 - Said Matinpour, giornalista e attivista iraniano
- 1976 - Yannick Pelletier, scacchista svizzero
- 1976 - Samuele Romanini, bobbista italiano
- 1976 - Martin Solveig, disc jockey, produttore discografico e cantante francese
- 1976 - Licia Stefan, rugbista a 15 italiana
- 1976 - Faisal Ibrahim, ex calciatore giordano
- 1977 - Stevenson Adonis, ex pugile canadese
- 1977 - Jon García, taekwondoka spagnolo
- 1977 - Sandro Grande, allenatore di calcio e ex calciatore canadese
- 1977 - Sébastien Marnier, regista, sceneggiatore e scrittore francese
- 1977 - Antti-Jussi Niemi, ex hockeista su ghiaccio finlandese
- 1978 - Federico Adami, ex hockeista su ghiaccio italiano
- 1978 - Daniella Alonso, attrice statunitense
- 1978 - Marco Bianchi, cuoco e personaggio televisivo italiano
- 1978 - Alessandra Ermellino, politica italiana
- 1978 - Takanori Gomi, artista marziale misto giapponese
- 1978 - Allan Jacobsen, ex rugbista a 15 scozzese
- 1978 - Harry Kewell, allenatore di calcio e ex calciatore australiano
- 1978 - Rasoul Khatibi, allenatore di calcio e ex calciatore iraniano
- 1978 - Mikko Leppilampi, attore finlandese
- 1978 - Brian Riemer, allenatore di calcio danese
- 1978 - Cristina Serafini, attrice italiana
- 1978 - Mihai Teja, allenatore di calcio e ex calciatore rumeno
- 1979 - Emilie Autumn, cantante, violinista e polistrumentista statunitense
- 1979 - Bakkies Botha, ex rugbista a 15 sudafricano
- 1979 - MyAnna Buring, attrice e doppiatrice svedese
- 1979 - Swin Cash, ex cestista statunitense
- 1979 - Chad Michael Collins, attore statunitense
- 1979 - Zvonimir Deranja, ex calciatore croato
- 1979 - Peggy Flanagan, politica statunitense
- 1979 - Carlos Fumo Gonçalves, ex calciatore mozambicano
- 1979 - Michael Graziadei, attore statunitense
- 1979 - Peter McDonald, ex ciclista su strada australiano
- 1979 - Gastón Páez, ex cestista uruguaiano
- 1979 - Jericho Rosales, attore e cantautore filippino
- 1979 - Roberto Saviano, scrittore, giornalista e sceneggiatore italiano
- 1979 - Cezary Trybański, ex cestista polacco
- 1979 - Alex Valencia, giocatore di calcio a 5 e ex calciatore norvegese
- 1979 - Sven Vandenbroeck, allenatore di calcio e ex calciatore belga
- 1979 - Phil Waugh, dirigente d'azienda, dirigente sportivo e rugbista a 15 australiano
- 1980 - Inio Asano, fumettista giapponese
- 1980 - Marina BerBeryan, stilista, giornalista e attrice statunitense
- 1980 - Vladimir Djačok, ex cestista russo
- 1980 - Nick Gage, wrestler statunitense
- 1980 - Juan Diego González, calciatore colombiano († 2020)
- 1980 - Ty Harrelson, allenatore di pallacanestro e ex cestista statunitense
- 1980 - Sandra Smith, conduttrice televisiva statunitense
- 1980 - Susanna Stabile, ex cestista e allenatrice di pallacanestro italiana
- 1980 - Fernanda Tavares, supermodella brasiliana
- 1980 - Maximiliano Velázquez, ex calciatore argentino
- 1980 - Marcus Wandt, astronauta svedese
- 1981 - Sedat Ağçay, ex calciatore turco
- 1981 - Serdar Berdimuhamedow, politico turkmeno
- 1981 - Ashley Eckstein, attrice e doppiatrice statunitense
- 1981 - Dan Jeannotte, attore canadese
- 1981 - Federico Nanni, ex calciatore sammarinese
- 1981 - Janne Niskala, hockeista su ghiaccio finlandese
- 1981 - Simone Pierich, ex cestista e dirigente sportivo italiano
- 1981 - Joci Pápai, cantante e rapper ungherese
- 1981 - Stelian Stancu, ex calciatore rumeno
- 1981 - Gonzalo Vargas, ex calciatore uruguaiano
- 1981 - Kōji Yamase, ex calciatore giapponese
- 1982 - Mandy Chiang, cantante cinese
- 1982 - Bernard Dong Bortey, ex calciatore ghanese
- 1982 - Martin Foyston, allenatore di calcio inglese
- 1982 - Francis Hegerty, canottiere australiano
- 1982 - Kōsuke Kitajima, ex nuotatore giapponese
- 1982 - Tarek Koussani, attore tunisino
- 1982 - Katie Lowes, attrice e regista teatrale statunitense
- 1982 - Cliff Mardulier, calciatore belga
- 1982 - Billie Piper, attrice e cantante britannica
- 1982 - Maarten Stekelenburg, ex calciatore olandese
- 1982 - Csanád Szegedi, politico ungherese
- 1983 - Ramazan Abbasov, ex calciatore azero
- 1983 - Ludovico Bessegato, produttore televisivo, regista e sceneggiatore italiano
- 1983 - Emmanuel Cascione, allenatore di calcio e ex calciatore italiano
- 1983 - Rodion D'jačenko, ex calciatore russo
- 1983 - Akika Hattori, ex pallavolista giapponese
- 1983 - Scott Jones, ex calciatore statunitense
- 1983 - Glenn Loovens, ex calciatore olandese
- 1983 - Sebastián Penco, calciatore argentino
- 1983 - Tommy Thelin, ex calciatore svedese
- 1983 - Raffaele Alberto Ventura, saggista italiano
- 1984 - Vincenzo Alberto Annese, allenatore di calcio e ex calciatore italiano
- 1984 - Yukiya Arashiro, ciclista su strada giapponese
- 1984 - Rob Britton, ex ciclista su strada canadese
- 1984 - James Casey, ex giocatore di baseball, ex giocatore di football americano e allenatore di football americano statunitense
- 1984 - Susana Costa, triplista portoghese
- 1984 - Godfrey Gao, modello, attore e personaggio televisivo taiwanese († 2019)
- 1984 - Henok Goitom, allenatore di calcio e ex calciatore svedese
- 1984 - Sanne Hans, cantante, cantautrice e chitarrista olandese
- 1984 - Tim Klinger, ex ciclista su strada tedesco
- 1984 - Bumkey, cantante sudcoreano
- 1984 - Thiago Silva, calciatore brasiliano
- 1984 - Laura Vandervoort, attrice canadese
- 1984 - Jordan Vogt-Roberts, regista, scrittore e sceneggiatore statunitense
- 1985 - Marco Aorelio Appi, giocatore di calcio a 5 brasiliano
- 1985 - Gary Barnidge, giocatore di football americano statunitense
- 1985 - Vladimir Branković, ex calciatore serbo
- 1985 - Damiano Carrara, pasticciere e conduttore televisivo italiano
- 1985 - Choe Chol-man, ex calciatore nordcoreano
- 1985 - Rima Fakih, modella libanese
- 1985 - Faris Haroun, ex calciatore belga
- 1985 - Márcio Diogo, calciatore brasiliano
- 1985 - Jamie Mackie, ex calciatore inglese
- 1985 - Tatiana Maslany, attrice canadese
- 1985 - João Manuel Raposo Botelho, ex calciatore portoghese
- 1985 - Ukweli Roach, attore britannico
- 1985 - Fursy Teyssier, musicista, regista e disegnatore francese
- 1985 - James Williams, schermidore statunitense
- 1985 - Kelly Youga, ex calciatore centrafricano
- 1985 - Thomas Zajac, velista austriaco
- 1986 - Lorenzo Baglioni, cantautore e comico italiano
- 1986 - Daniel Barna, ex calciatore rumeno
- 1986 - Yassine Chikhaoui, ex calciatore tunisino
- 1986 - Itte Detenamo, sollevatore nauruano
- 1986 - Ryan Dicker, ex calciatore anglo-verginiano
- 1986 - Dennis Hediger, allenatore di calcio e ex calciatore svizzero
- 1986 - Sandrina Illes, triatleta austriaca
- 1986 - Daníel Laxdal, ex calciatore islandese
- 1986 - Leonardo Rodrigues Pereira, ex calciatore brasiliano
- 1986 - Ben McLaughlin, ex giocatore di football americano statunitense
- 1986 - Tessa Parkinson, velista australiana
- 1986 - Luis Enrique Robles, ex calciatore messicano
- 1986 - Chris Schwinden, giocatore di baseball statunitense
- 1986 - Will Sharpe, attore, sceneggiatore e regista britannico
- 1986 - Sayuri Yahagi, doppiatrice giapponese
- 1987 - Iacopo Botto, pallavolista italiano
- 1987 - Derick Brassard, hockeista su ghiaccio canadese
- 1987 - Lucas Chiaretti, ex calciatore brasiliano
- 1987 - Stefan Denifl, ex ciclista su strada austriaco
- 1987 - Tom Felton, attore e musicista britannico
- 1987 - Sadegh Goudarzi, lottatore iraniano
- 1987 - Tom Hilde, ex saltatore con gli sci norvegese
- 1987 - James Krumpholz, pallanuotista statunitense
- 1987 - Zdravko Kuzmanović, ex calciatore serbo
- 1987 - Alessandro Malaguti, ex ciclista su strada italiano
- 1987 - Teyonah Parris, attrice statunitense
- 1987 - Tamara Rakić, pallavolista serba
- 1987 - Maša Redenšek, ex sciatrice alpina slovena
- 1987 - Vladimir Rjabinin, giocatore di calcio a 5 russo
- 1987 - Raúl Rodríguez Navarro, ex calciatore spagnolo
- 1987 - Bojan Šaranov, calciatore serbo
- 1987 - Vojislav Stanković, calciatore serbo
- 1988 - Nikita Andreev, allenatore di calcio e ex calciatore russo
- 1988 - Jennifer Antonecchia, giocatrice di calcio a 5 e ex calciatrice italiana
- 1988 - Jon Bass, attore statunitense
- 1988 - Colin Braun, pilota automobilistico statunitense
- 1988 - Jorge González, cantante spagnolo
- 1988 - Nelson González, ex calciatore argentino
- 1988 - Jens Grahl, calciatore tedesco
- 1988 - Sohrab Moradi, sollevatore iraniano
- 1988 - Ri Hung-ryong, calciatore nordcoreano
- 1988 - Maria Veronica Rossi, politica italiana
- 1988 - Max Salminen, velista svedese
- 1988 - Joël Tshibamba, calciatore congolese (Repubblica Democratica del Congo)
- 1988 - Tony White, ex cestista statunitense
- 1989 - Corey Anderson, artista marziale misto statunitense
- 1989 - Darko Balaban, cestista serbo
- 1989 - Audrey Cordon-Ragot, ex ciclista su strada francese
- 1989 - Buba Corelli, rapper e produttore discografico bosniaco
- 1989 - Spas Delev, calciatore bulgaro
- 1989 - Tandon Doss, giocatore di football americano statunitense
- 1989 - Sofía Espinosa, attrice messicana
- 1989 - Matteo Iachino, velista italiano
- 1989 - Kim Hyo-yeon, cantante e attrice sudcoreana
- 1989 - Sabine Lisicki, tennista tedesca
- 1989 - Cœur de Pirate, cantautrice e pianista canadese
- 1989 - Benjamin Pranter, ex calciatore austriaco
- 1989 - Jürgen Prutsch, ex calciatore austriaco
- 1989 - Regina Rachimova, sciatrice freestyle russa
- 1989 - Dina Shihabi, attrice saudita
- 1989 - Mariam Stepanyan, allenatrice di calcio e ex calciatrice armena
- 1990 - Akın Akınözü, attore turco
- 1990 - Hamadi Al Ghaddioui, calciatore tedesco
- 1990 - Jakob Ankersen, ex calciatore danese
- 1990 - Peter Ankersen, calciatore danese
- 1990 - Andrea Casella, cestista italiano
- 1990 - Léo, calciatore brasiliano
- 1990 - Ēdgar Malak'yan, calciatore armeno
- 1990 - Miquel Nelom, ex calciatore olandese
- 1990 - Denard Robinson, ex giocatore di football americano e allenatore di football americano statunitense
- 1990 - Hannah Shaw, cestista britannica
- 1990 - Mervin Tran, pattinatore artistico su ghiaccio canadese
- 1990 - Kanae Yamabe, judoka giapponese
- 1990 - Laurent Évrard, ciclista su strada belga
- 1991 - Safuwan Baharudin, calciatore singaporiano
- 1991 - Moneybagg Yo, rapper statunitense
- 1991 - Ego Ferguson, giocatore di football americano statunitense
- 1991 - Kamen Hadžiev, calciatore bulgaro
- 1991 - Dmytro Hrečyškin, ex calciatore ucraino
- 1991 - Hsieh Cheng-peng, tennista taiwanese
- 1991 - Janisa Johnson, pallavolista e giocatrice di beach volley statunitense († 2024)
- 1991 - Kristiina Mäki, mezzofondista finlandese
- 1991 - Pascal Martinot-Lagarde, ostacolista francese
- 1991 - Andreea Mitu, tennista romena
- 1991 - Takoua Ben Mohamed, fumettista e illustratrice tunisina
- 1991 - Clancy Rugg, cestista statunitense
- 1991 - Jacques Tuyisenge, calciatore ruandese
- 1991 - Erwin Zelazny, ex calciatore francese
- 1992 - Mateo Acosta, calciatore argentino
- 1992 - Marius Amundsen, calciatore norvegese
- 1992 - Veronica Bitto, attrice italiana
- 1992 - Hamoon Derafshipour, karateka iraniano
- 1992 - Philip Hindes, pistard britannico
- 1992 - Fabián Jaimes, cestista messicano
- 1992 - Bob Jungels, ciclista su strada lussemburghese
- 1992 - Kacper Majchrzak, nuotatore polacco
- 1992 - Lauren Patten, attrice statunitense
- 1992 - Anke Preuß, calciatrice tedesca
- 1992 - Miguel Antonio Pérez, calciatore colombiano
- 1992 - Benedikt Saller, calciatore tedesco
- 1992 - Maruschka Waldus, calciatrice olandese
- 1992 - Ariana Williams, pallavolista statunitense
- 1992 - Ruslan Černenko, calciatore ucraino
- 1993 - Mohannad Abdul-Rahim, calciatore iracheno
- 1993 - Tigran Barseġyan, calciatore armeno
- 1993 - Chen Kuei-Ru, ostacolista taiwanese
- 1993 - Jordan Clark, calciatore inglese
- 1993 - Chase Ellison, attore statunitense
- 1993 - Zhanna Ferrario, calciatrice e ex giocatrice di calcio a 5 italiana
- 1993 - Nikolaj Kalinskij, calciatore russo
- 1993 - Thomas Lacey, attore, cantante e ballerino australiano
- 1993 - Giannoulīs Larentzakīs, cestista greco
- 1993 - Morgan Pearson, triatleta statunitense
- 1993 - Roman Röösli, canottiere svizzero
- 1993 - Javier Adolfo Salas, giocatore di calcio a 5 paraguaiano
- 1993 - Amiran Shavadze, lottatore georgiano
- 1993 - Winston Shepard, cestista statunitense
- 1993 - Darian Thompson, giocatore di football americano statunitense
- 1994 - Robert Andrich, calciatore tedesco
- 1994 - Alex Anzalone, giocatore di football americano statunitense
- 1994 - Hørður Askham, calciatore faroese
- 1994 - Saïd Bakari, calciatore francese
- 1994 - Carlos Correa, giocatore di baseball portoricano
- 1994 - Thomas George, canottiere britannico
- 1994 - Diego Gonçalves, calciatore brasiliano
- 1994 - Joshua Haas, giocatore di football americano tedesco
- 1994 - Mohamed Kanno, calciatore saudita
- 1994 - Christopher Lenz, calciatore tedesco
- 1994 - Boubacar Moungoro, ex cestista maliano
- 1994 - Park Jin-young, cantante e attore sudcoreano
- 1994 - Solea Pfeiffer, attrice statunitense
- 1994 - Haason Reddick, giocatore di football americano statunitense
- 1994 - Cenk Şahin, calciatore turco
- 1994 - Aliaschab Siražov, taekwondoka russo
- 1994 - Pyry Soiri, calciatore finlandese
- 1994 - Antonio Jesús Soto, ciclista su strada spagnolo
- 1994 - Alexander Wennberg, hockeista su ghiaccio svedese
- 1995 - Sandy Cohen, cestista statunitense
- 1995 - Muller Dinda, calciatore gabonese
- 1995 - Juliette Goglia, attrice statunitense
- 1995 - Van-Dave Harmon, calciatore liberiano
- 1995 - T.J. Holyfield, cestista statunitense
- 1995 - Pouya Idani, scacchista iraniano
- 1995 - Im Na-yeon, cantante sudcoreana
- 1995 - Dakari Johnson, cestista statunitense
- 1995 - Sofie Krehl, fondista tedesca
- 1995 - Estrela, calciatore angolano
- 1995 - Aleksandra Prijović, cantante serba
- 1995 - Nkosinathi Sibisi, calciatore sudafricano
- 1995 - Malick Touré, calciatore maliano († 2024)
- 1995 - Szymon Walków, tennista polacco
- 1995 - Haleigh Washington, pallavolista statunitense
- 1996 - Matt Clarke, calciatore inglese
- 1996 - Fátima Diame, lunghista e triplista spagnola
- 1996 - Anthoine Hubert, pilota automobilistico francese († 2019)
- 1996 - Nosa Iyobosa Edokpolor, calciatore austriaco
- 1996 - Andrei Rusnac, calciatore moldavo
- 1996 - Bent Sørmo, calciatore norvegese
- 1996 - Diego Valoyes, calciatore colombiano
- 1996 - Dylan Windler, cestista statunitense
- 1997 - Jake Clarke-Salter, calciatore inglese
- 1997 - Jarron Cumberland, cestista statunitense
- 1997 - Alassane Diop, calciatore mauritano
- 1997 - Hà Đức Chinh, calciatore vietnamita
- 1997 - Laura Juškaitė, cestista lituana
- 1997 - Brooks Lennon, calciatore statunitense
- 1997 - Romain Perraud, calciatore francese
- 1998 - Facundo Ardiles, calciatore argentino
- 1998 - Clément Billemaz, calciatore francese
- 1998 - Molly Carlson, tuffatrice canadese
- 1998 - Jack Cartwright, nuotatore australiano
- 1998 - Sergiu Ciocan, calciatore rumeno
- 1998 - Filippo Conca, ciclista su strada italiano
- 1998 - Isis Hainsworth, attrice britannica
- 1998 - Wilfried Happio, ostacolista francese
- 1998 - Dejon Noel-Williams, calciatore grenadino
- 1998 - Ronald Rodríguez, calciatore salvadoregno
- 1998 - Ėleonora Konstantinovna Sevenard, danzatrice russa
- 1999 - Nicolás Andereggen, calciatore argentino
- 1999 - Daniel Ballard, calciatore nordirlandese
- 1999 - Lea Bošković, tennista croata
- 1999 - Charli Collier, cestista statunitense
- 1999 - Václav Dudl, calciatore ceco
- 1999 - Davide Frattesi, calciatore italiano
- 1999 - Julian Gölles, calciatore austriaco
- 1999 - Kim Yoo-jung, attrice e modella sudcoreana
- 1999 - Danil Lipovoj, calciatore russo
- 1999 - José Juan Macías, calciatore messicano
- 1999 - Gashim Magomedov, taekwondoka azero
- 1999 - Agnete Marcussen, calciatrice danese
- 1999 - Josh Palmer, giocatore di football americano canadese
- 1999 - Tom Paquot, ciclista su strada belga
- 1999 - Alex Vinatzer, sciatore alpino italiano
- 1999 - Scott Wara, calciatore figiano
- 1999 - Robert Woodard, cestista statunitense
- 1999 - Ilija Jurukov, calciatore bulgaro
- 2000 - Leyre Abadía, nuotatrice artistica spagnola
- 2000 - Ahmed Al-Ganehi, calciatore qatariota
- 2000 - Kouame Autonne, calciatore ivoriano
- 2000 - Peter Banda, calciatore malawiano
- 2000 - Daniel Bellinger, giocatore di football americano statunitense
- 2000 - Sean FitzSimons, snowboarder statunitense
- 2000 - Martin Janáček, calciatore ceco
- 2000 - Ismet Lushaku, calciatore svedese
- 2000 - Kush Maini, pilota automobilistico indiano
- 2000 - Riley Minix, cestista statunitense
- 2000 - Nikolaj Schaller, tuffatore austriaco
- 2000 - Reed Shannon, attore, doppiatore e cabarettista statunitense
- 2000 - Darlin Yongwa, calciatore camerunese

## XXI secolo(20)
- 2001 - Tomás Adoryán, calciatore argentino
- 2001 - José Gallegos, calciatore statunitense
- 2001 - Ayumu Iwasa, pilota automobilistico giapponese
- 2002 - Danielle Dorris, nuotatrice canadese
- 2002 - Lina Knific, ex sciatrice alpina slovena
- 2002 - Adamo Nagalo, calciatore ivoriano
- 2002 - Marija Pobeduškina, ginnasta russa
- 2002 - Justin Walley, giocatore di football americano statunitense
- 2002 - Kirill Ševčenko, scacchista ucraino
- 2003 - Melissa Girelli, ginnasta italiana
- 2003 - Lucrezia Paulis, schermitrice italiana
- 2004 - Jessie Murph, cantante statunitense
- 2004 - Mateo Rivero, calciatore uruguaiano
- 2004 - Andy Visser, calciatore olandese
- 2005 - Mamadou Diakhon, calciatore francese
- 2005 - Cheng Yujie, nuotatrice cinese
- 2005 - Adyson, calciatore brasiliano
- 2006 - Ayden Heaven, calciatore inglese
- 2006 - Juan Ignacio Rodríguez Sevilla, calciatore uruguaiano
- 2009 - Coco Yoshizawa, skater giapponese